# Gaspar de la Cerda y Mendoza
Gaspar de la Cerda Sandoval Silva y Mendoza, VIII conde de Galve, (Pastrana, España, 11 de enero de 1653 - El Puerto de Santa María, España, 12 de marzo de 1697) fue un virrey de Nueva España entre 1688 y 1696.

## Biografía
Durante su mandato rechazó varias invasiones de piratas ingleses, hizo gestiones para mejorar la respuesta del gobierno ante desastres naturales y pacificó a los tarahumaras del norte.
Es reconocido por su apoyo a Carlos de Sigüenza y Góngora, quien bajo su patrocinio escribió Infortunios de Alonzo Ramírez (1690), que es considerada la primera novela mexicana. También en 1691, publicó Trofeo de la Justicia Española en el castigo de la alevosía francesa para celebrar la derrota de la armada francesa en la bahía de Barlovento. En 1693, por orden del virrey, publica Mercurio volante, que describe la primera expedición de Diego de Vargas y su reconquista de Nuevo México.
Sin embargo, el hecho más destacado de su gobierno es el Motín de 1692 en la Ciudad de México, causada por una sequía y hambruna en la capital. La plebe atacó a la fuerza armada, para luego quemar algunos edificios, como el mismo Palacio de los Virreyes, las Casas del Cabildo y las del Marqués del Valle de Oaxaca. El virrey se refugió en el convento de San Francisco y sofocó el motín, para ello mandó ejecutar sin juicio a los promotores. Don Carlos de Sigüenza y Góngora, dos de sus hermanos y sirvientes, son acreditados en salvar de las llamas el archivo virreinal (Archivo del Antiguo Ayuntamiento) y cuadros importantes. Los sucesos del motín fueron escritos en una carta de Don Carlos de Sigüenza y Góngora al almirante Andrés de Pez, que fue publicada en 1932 por el investigador y escritor Irving A. Leonard.